# HD 117618
HD 117618は、ケンタウルス座にある太陽型の黄色い恒星である。見かけの等級は7.17と、肉眼ではみえない明るさである。周囲に1つの太陽系外惑星が発見されている。

## 特徴
| 太陽 | HD 117618 |
| ---- | --------- |
| 太陽 | Exoplanet |

ガイア衛星が測定したHD 117618の年周視差は、26.4417ミリ秒で、距離に直すと約123光年である。固有運動は大きいが、視線速度は1.3km/sと小さく、太陽からはゆっくりと遠ざかっている。
HD 117618は、スペクトル型がG2 Vとされ、太陽に似たG型主系列星で、彩層活動は活発ではない。質量は太陽より1割程、半径は太陽より1-2割大きく、年齢は太陽よりやや上とみられ、自転速度は3.2km/sと推定される。光度は太陽の1.6倍程度で、表面温度は6,000K近い。

## 惑星系
2005年、アングロ・オーストラリアン惑星探査計画 (AAPS) によって、HD 117618の周りを比較的質量が小さい惑星が公転している、と報告された。AAPSは、HD 117618の視線速度を詳しく測定し、恒星固有のふらつきでは説明できない変動を検出した。分析の結果、視線速度の変化は、周期約25.8日のケプラー運動でうまく説明できることが明らかとなった。発見当初、軌道離心率は0.37、軌道長半径は0.17 au、惑星の下限質量は木星の0.16倍と推定された。その後、惑星系の物理量は修正され、離心率は0.15、軌道長半径は0.180 au、惑星の下限質量は木星の0.174倍となっている
| 名称 （恒星に近い順） | 質量               | 軌道長半径 （天文単位） | 公転周期 (日)  | 軌道離心率  | 軌道傾斜角 | 半径 |
| --------------------- | ------------------ | ----------------------- | -------------- | ----------- | ---------- | ---- |
| b (Noifasui)          | > 0.174 ± 0.014 MJ | 0.180 ± 0.005           | 25.800 ± 0.004 | 0.15 ± 0.07 | —          | —    |

## 名称
2019年、世界中の全ての国または地域に1つの系外惑星系を命名する機会を提供する「IAU100 Name ExoWorldsプロジェクト」において、HD 117618とHD 117618 bはインドネシア共和国に割り当てられる系外惑星系となった。このプロジェクトは、「国際天文学連合100周年事業」の一環として計画されたイベントの1つで、インドネシア国内での選考、国際天文学連合 (IAU) への提案を経て、太陽系外惑星とその母星に固有名が承認されるものであった。2019年12月17日、IAUから最終結果が公表され、HD 117618はDofida、HD 117618 bはNoifasuiと命名された。Dofidaは、スマトラ島の西にあるニアス島やバトゥ諸島で話されているニアス語で、「我々の星」を意味する言葉。Noifasuiは、同じくニアス語で「周りをまわる」という意味の“ifasui”と、過去に起こり現在も続く行動を示す“no”を合わせた、惑星の特徴を言い表す言葉である。